# واجهة سطر الأوامر

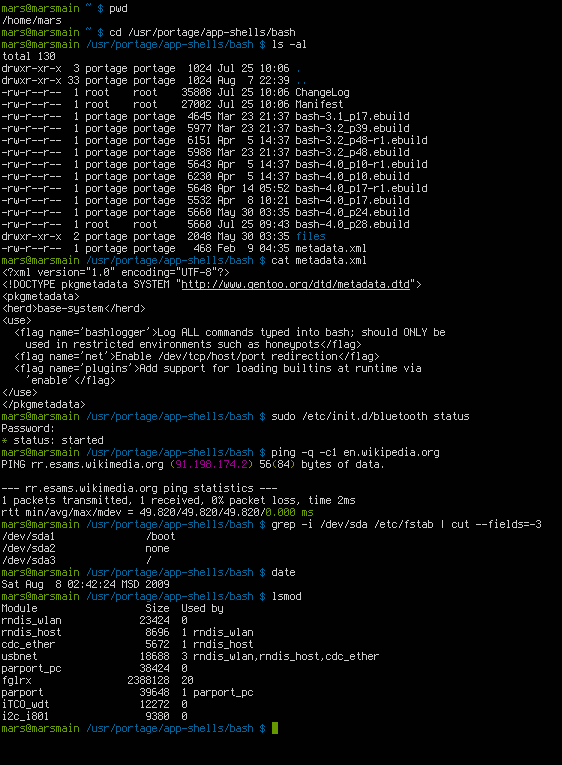
صورة لبرنامج سطر الأوامر باش على نظام جنتو لينكس

واجهة سطر الأوامر أو واجهة الأوامر السطرية (بالإنجليزية: Command Line Interface) اختصارًا CLI، هي الواجهة بين الإنسان والآلة حيثُ يتم الاتصال بين المستخدم والحاسوب بأخذ صيغ نصية
- المستخدم ينقر على لوحة مفاتيح ليطلب من الحاسوب أداء عمليات مختلفة
- الحاسوب يعرض نص كنتيجة لتنفيذ الأوامر المطلوبة أو المسائل التي يعرضها برنامج ما على المستخدم.

إن واجهة سطر الأوامر يمكن استخدامها سواء للبدء في تنفيذ مختلف البرمجيات باستخدام مترجم أوامر، ولإجراء حوارات مع المستخدم لهذه البرامج.

## العرض التاريخي
واجهة خط الأوامر هي أقدم محادثة بينية وضعت على أجهزة الحاسوب. قبل ذلك، كانت الحواسيب تعمل بالمعالجة بالحصص كان يتم إدخال المعطيات علي الحاسوب عن طريق معطيات مخزنة في سلسلة من بطاقات مثقوبة أو شريط مثقوب. هذه المعطيات كانت توجه الحاسوب عن طريق البرامج الواجب إطلاقها وبأي معلومات لدى هذه البرامج لتعمل. نتيجة المعالجة الرقمية (ناجحة أم خاطئة) وتطبع من دون حدوث أي حوار مع المستخدم.
ظهور الطابعة عن بعد télétypes في 1960، وفيما بعد الحوامل consoles في 1970 ، وهم عبرة عن الأجهزة لتلقي وإرسال الأحرف للكومبيوتر، وساعدت في العمل على الحاسوب في شكل دورات. الحوار بين المستخدم والحاسوب يتم في خط الأوامر.
من 1980، وظهور الحواسيب ذات الشاشة المرئية وماوس قد سمحت لتنمية واجهة المستخدم الرسومية، والذي لقي قبولا عند عامة الجمهور، وربما لأنهم لم يعودوا في حاجة لمعرفة أسماء مختلف الأوامر قبل استخدام الحاسوب. ومع ذلك، لا سيما على أنظمة التشغيل المشتقة من يونكس، واجهة خط الأوامر لا تزال إلى اليوم محببة عند بعض مهندسي الإعلام الآلي، بالنظر إلى وفرة الإمكانيات المتاحة.

## واجهة نظام ماك
تعمل نافذة الأوامر في ماك بنفس آليَّة نافذة الأوامر في أنظمة لينكس وويندوز، ولكن قد تختلف صيغة الأوامر فيها، يُمكن للمُستخدم الوصول إلى نافذة الأوامر في ماك عبر استخدام خاصية البحث السريع أو عبر مُجلد التطبيقات، ويُمكن فتح أكثر مِن نافذة خلال النقر على ⌘ Command+T بنظام ماك أو إس.

## خط واجهة ليونكس
واحد من خصائص نظام التشغيل يونكس، التي ينحدر منه لينكس، هو أنه، منذ بدايته، فقد كان له عشرات البرمجيات، للقيام بمعالجات بسيطة جدا كلها تستخدم أسطر للأوامر.

### مفردات عامة للأوامر
الأوامر الأساسية يونكس تكون على شكل الآتي:
```
أوامر خيارات الملفات أو معطيات
```

الأمر الظاهر في بداية الخط يكون غالبا لأسم البرنامج أو المستخدم. هذا الأمر يمكن أن يكون لنظام التشغيل، والبرمجيات التي كتبها المستخدم (فعادة بلغة البرمجة "سي" أو لغة البرمجة شل.بعض هذه الأوامر لقليلة كأمر  سي دي  (تغيير دليل) لا يمكن أن يعالج بشكل محدد من قبل البرنامج مباشرة. وفي هذه الحالة ينذون عن طريق مترجم الأوامر.
بعض من هذه الأوامر يمكن تنفيذه عن طريق كتابة أسمها فقط على لوحة المفاتيح. ولكن معظم الأوامر تقبل الزوائد (شرطة متبوعة بحرف أو عدة حروف)التي بالتالي يمكن إستخدامها لأوامر أخرى غير الأوامر الافتراضية. أخيراً، العديد من أوامر تكون متبوعة بأسم أو أكثر من أسماء الملفات، أو الدليل أو أي شيء آخر، لتنفيذ الأمر عليه. جميع المعلومات التي تفصل المساحات على يمين أسم الأمر تسمى  براهين على سطر الأوامر .
لغة البرمجة "سي" مصممة ليسهل استرجاع براهين أوامر الخط من البرمجيات التي تستخدم فيها.

### تسلسل الأوامر
أنظمة التشغيل مثل يونيكس واللينكس يسمح ربط تنفيذ العديد من الأوامر. ناتج قيادة تستخدم كمدخل التالي دون الحاجة إلى استخدام وسيط الملفات.
فإن الجملة هي:
```
خيارات الحجج command1 | خيارات command2 | commande3...
```

على سبيل المثال:
```
العثور على / بحجم 1000 ك mtime -7 | النوع | تعقب كوم | أقل 
```

- نجد 'للبحث في جميع أدلة الحاسوب ملفات أكثر من 1000 koctets تعديل في آخر 7 أيام ويعرض مسار
- مصير  اعتماد أبجدية النوع من البيانات الواردة المدخلات
- ر  ترسل إلى كل من الشاشة وردت في filetracethe إدخال البيانات
- أقل  يمكن عرض النص وقتا طويلا لصالح كامل الشاشة. يمكنك الحصول على هذه عن طريق استخدام لوحة المفاتيح.

في خط واحد، وفوق البحث في جميع أدلة الحاسوب ملفات أكثر من 1000 koctets تعديلها خلال آخر 7 أيام، يتم عرض صفحة مع خيار للتحرك في مسارات الوصول مصنفة حسب الترتيب الأبجدي، وكما يتذكر تلك المسارات في تعقب ملف .

### الحروف المطبعية المتنقلة metacharacters
من metacharacters يمكن استخدامها في خطوط القيادة في التعبير عن أسماء الملفات التي لها عام:
وسائل *؟ أي حرف
وسائل ** أي حرف، 0، واحد أو أكثر من مرة
- [C1 - C2)  يعني أي حرف من بداية كل أمر بها c1andending thehandc2. وقد تكون هناك أيضا قائمة من الشخصيات بين [].
- \  يعني أن الطابع التالي لا ينبغي أن يعامل métacaractère
- . في المركز الأول يجب أن يكون صريحا

أمثلة:
- * تعني كل الملفات في الدليل الحالي (ما عدا أسماء التي تبدأ فترة)
- / Usr / بن / السادس *  يعني كل الملفات في الدليل / usr / binwhose يبدأ withvi اسم
- / ديف / hd [abcd] [0-9]  يعني كل الملفات في الدليل / devwhose اسم يبدأ with'hda، hdb' دي. ،hddfollowed بها الرقم واحد
- ؟؟ 'يعني كل الملفات في دليل اسمه الحالي يتكون من 3 أحرف withain الوسط (وليس نقطة في بداية)

### نتيجة للاستخدام للقيادة آخر حجة
المحيطة بها `أوامر استخدام ناتج هذه القيادة كحجة (ق) في خط الأوامر.
أمثلة:
```
صدى «نحن» `التاريخ + ٪ د / م ٪ ٪` ذ «و» تاريخ `+ ٪ حاء: ٪ م:` ٪ دإ
```

يعرض الجملة التي تحتوي على تاريخ ووقت. لذلك، فإن dateis أداؤها 2 مرات مع اختلاف الشكل الناتج.
```
صدى "2 + 2 =" `expr 2 + 2`
```

displays2 + 2 = 4after حساب.

### ميزات أخرى
- ؛في خط يسمح لك لتشغيل واحدة تلو الأخرى، العديد من الأوامر وعلى نفس الخط،
- بعد حرف &&(التي تعني 'و ') في الفترة بين 2 قطعة من قيادة، هو أن جزءا من الحق في تشغيل إلا إذا تركت ق ومن جانب
- أجنحة ||حرف (التي تعني 'أو ') في الفترة بين 2 قطعة من قيادة، هو أن جزءا من الحق في تشغيل إلا إذا تركت المكان الخطأ
- &في نهاية قيادة لإطلاقه في خلفية.

## واجهة إم إس-دوس
مايكروسوفت دوس وقد أنشئت في بداية] 1980. وهي تعمل في خط مع نفس الجملة كما يونكس الأوامر. لكن قائمة الأوامر المتوفرة في مايكروسوفت دوس هو أقل من ذلك بكثير.

## خط واجهة ويندوز أن تي
موجه الأوامر هو خط واجهة أنظمة التشغيل للأسرة الإقليم الشمالي ويندوز (مايكروسوفت ويندوز 2000، ويندوز إكس بي ويندوز فيستا، إلخ...). وهو تطور التفاعل مايكروسوفت دوس.
وفي ويندوز فيستا، تم وضع خط جديد هو ويندوز PowerShell، وتم طرحه للعمل على ويندوز إكس بي أيضاً، ثم تم تقديم النسخة الثانية منه في ويندوز 7